# Olvadékvíz-síkság

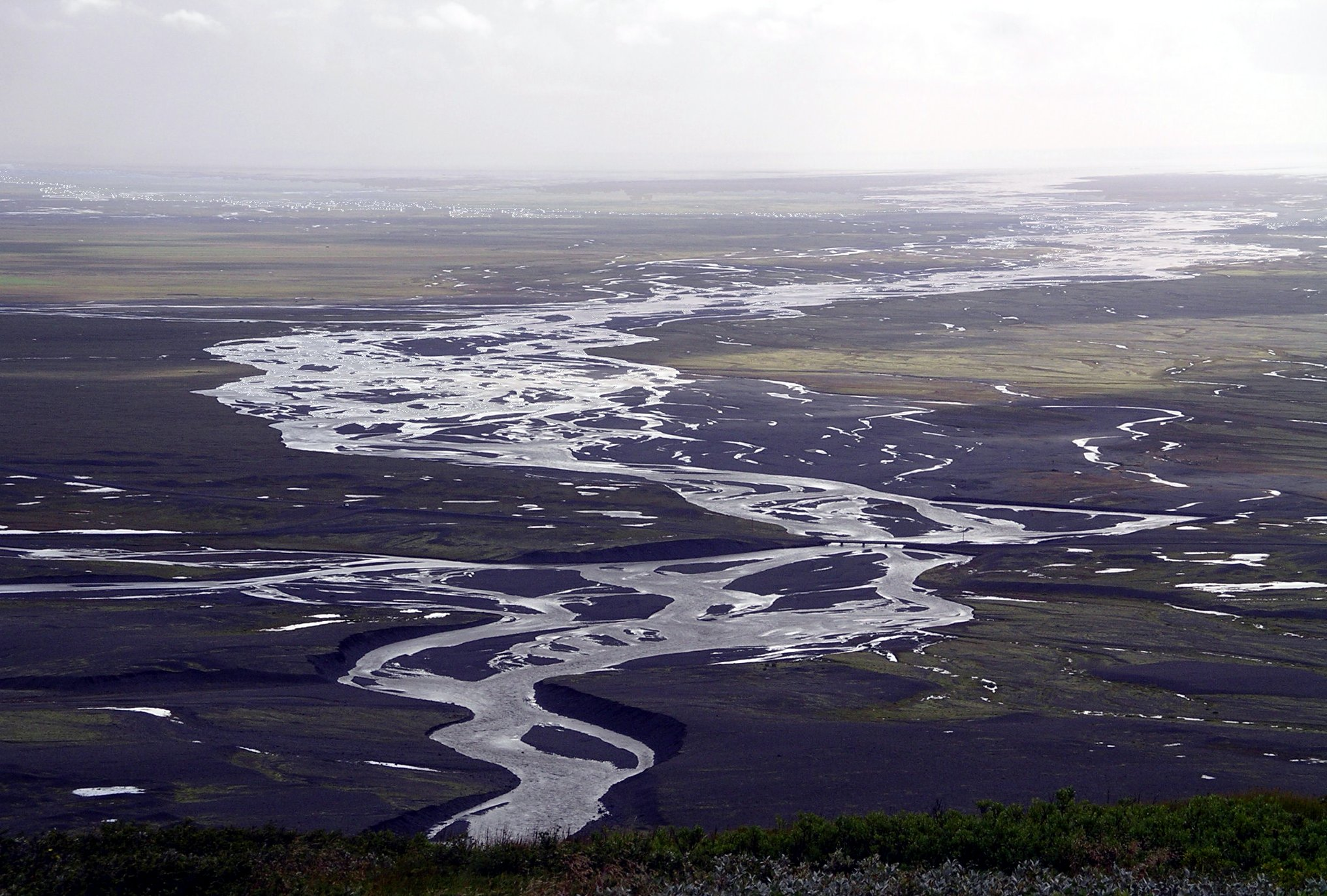
Az izlandi Skeidarásandur

Az olvadékvíz-síkságok a belföldi jég előterében kialakuló, olvadékvizek által létrehozott képződmények. A nemzetközi tudományos életben az izlandi sandur szóból keletkezett sander kifejezést használják, a magyar nyelvben azonban az olvadékvíz-síkság kifejezés terjedt el. Az olvadékvíz-síkságok javarészt a kainozoikumi eljegesedés idején jöttek létre, napjainkban csak Izlandon ismernek ilyen területeket. Ezen területek fejlődését nagyban befolyásolja az izlandi vulkánok működése, amelyek a jégmezőt megolvasztván hatalmas áradásokat okoznak.

## Kialakulása
A belföldi jég alól érkező olvadékvizek a gleccserkapun keresztül jutottak ki a jégmező alól. A sok osztályozatlan hordalékot szállító vízfolyások a gleccser előterébe érvén hordalékukat lerakták, létrehozván ezzel egy a gleccsertől távolodóan lejtő, legyezőszerűen szétterülő hordalékkúpot. A hordalékkúp anyaga a gleccserkapu környezetében durva, attól távolodva finomodik. A síksági területeken elvégződő jégárak olvadékvíz-síkságai egybefonódnak, egymásra épülnek. A homokos-kavicsos talaj nagyon gyenge termőképességű, ezért a nagy olvadékvíz-síkságokkal rendelkező Lengyelországban és Németországban az igénytelen erdeifenyővel ültetik be.
A nyári olvadási időszakokban megnövekvő vízhozamú folyók bevágódnak a sanderek felszínébe.

## Fordítás
- Ez a szócikk részben vagy egészben  a   Sandur című angol Wikipédia-szócikk ezen változatának fordításán alapul.  Az eredeti cikk szerkesztőit annak laptörténete sorolja fel. Ez a jelzés csupán a megfogalmazás eredetét és a szerzői jogokat jelzi, nem szolgál a cikkben szereplő információk forrásmegjelöléseként.
- Ez a szócikk részben vagy egészben  a   Sander című német Wikipédia-szócikk ezen változatának fordításán alapul.  Az eredeti cikk szerkesztőit annak laptörténete sorolja fel. Ez a jelzés csupán a megfogalmazás eredetét és a szerzői jogokat jelzi, nem szolgál a cikkben szereplő információk forrásmegjelöléseként.